# Colin Wilson (produttore)
Colin Wilson (Atlanta, 13 luglio 1961) è un produttore cinematografico statunitense, noto per aver lavorato a La guerra dei mondi, Il mondo perduto - Jurassic Park, John Carter e Avatar.

## Filmografia

### Cinema
- Casper, regia di Brad Silberling (1995)
- Il mondo perduto - Jurassic Park, regia di Steven Spielberg (1997)
- Haunting - Presenze, regia di Jan de Bont (1999)
- Lara Croft: Tomb Raider, regia di Simon West (2001)
- Terminator 3 - Le macchine ribelli, regia di Jonathan Mostow (2003)
- Troy, regia di Wolfgang Petersen (2004)
- La guerra dei mondi, regia di Steven Spielberg (2005)
- Avatar, regia di James Cameron (2009)
- John Carter, regia di Andrew Stanton (2012)
- Suicide Squad, regia di David Ayer (2016)
- Detroit (2017), regia di Kathryn Bigelow (2017)
- Shark - Il primo squalo, regia di Jon Turteltaub (2018)

### Televisione
- The Mandalorian – serie TV, 24 episodi (2019-2023)
- The Book of Boba Fett – miniserie TV (2021-2022)
- Star Wars: Skeleton Crew – serie TV (2024)